# メデトミジン
メデトミジン（英:medetomidine）とはα2アドレナリン受容体作動薬の1つ。α2受容体を活性化することにより鎮静作用、鎮痛作用、筋弛緩作用を示す。副作用として心臓の刺激伝導系の遮断による徐脈、一過性の血圧上昇に続発する心拍出量と血圧の低下を引き起こす。フィンランドのオリオン社が開発した。商品名はドミトール（Domitor、製造元はオリオン社、国内販売元は日本全薬工業）。アチパメゾールが拮抗的にメデトミジンの作用を抑制する。
船舶向け防汚塗料の有効成分としても使われている。